# Muyil
Koordinaten: 20° 4′ 44″ N, 87° 36′ 50″ W

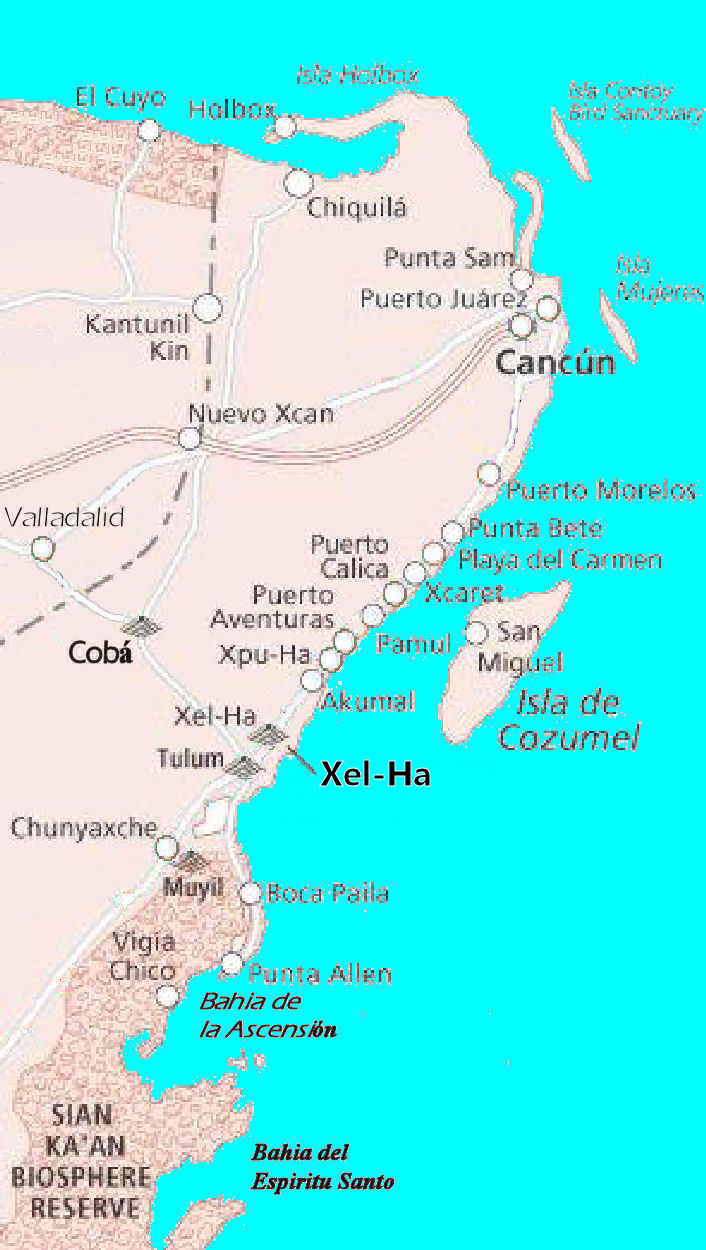
Mexikanische Karibik: Muyil liegt beim Dorf Chunyaxché ca. 20 km südwestlich von Tulum

Muyil ist eine Ruinenstätte der Maya im mexikanischen Bundesstaat Quintana Roo auf der Ostseite der Halbinsel Yucatán im Bereich der karibischen Küste.

## Geografie
Die Ruinen von Muyil befinden sich bei der heutigen Siedlung Chunyaxché, ca. 20 km südöstlich von Tulum direkt an der Carretera 307, der Verbindungsstraße zwischen den Touristenzentren Cancún und Playa del Carmen im Norden der an der Grenze zu Belize liegenden Stadt Chetumal.
Die Stätte liegt auf dem Gebiet des von der UNESCO 1987 zum Weltnaturerbe ausgewiesenen Biosphärenreservates Sian Ka'an. Im Naturschutzgebiet wurden bisher über 20 kleinere Mayastätten entdeckt. Die Gebäude von Muyil wurden in direkter Nachbarschaft zu einer Süßwasserlagune errichtet, der Muyil-Lagune, nach der die Ruinenstätte benannt ist. 
Muyil gehörte wahrscheinlich zum karibischen Küstenhandelsnetz der Maya. Von den Ruinen aus führte ein Sacbé zum Ufer der (ehemals größeren) Muyil-Lagune. Diese wiederum hat einen Abfluss (oder Durchstich?) zur Chunyaxché-Lagune (auch Xlahpak- bzw. Xlabpak-Lagune). Der Wasserabfluss der Chunyaxché-Lagune, ein breiter und eingeschränkt schiffbarer Kanal, führt zur karibischen Küste und zu den Maya-Ruinen auf der schmalen langgezogenen Halbinsel, an deren südlicher Spitze das heutige Punta Allen liegt. Die Entfernung Muyils zur Küste beträgt 15 km (Luftlinie).

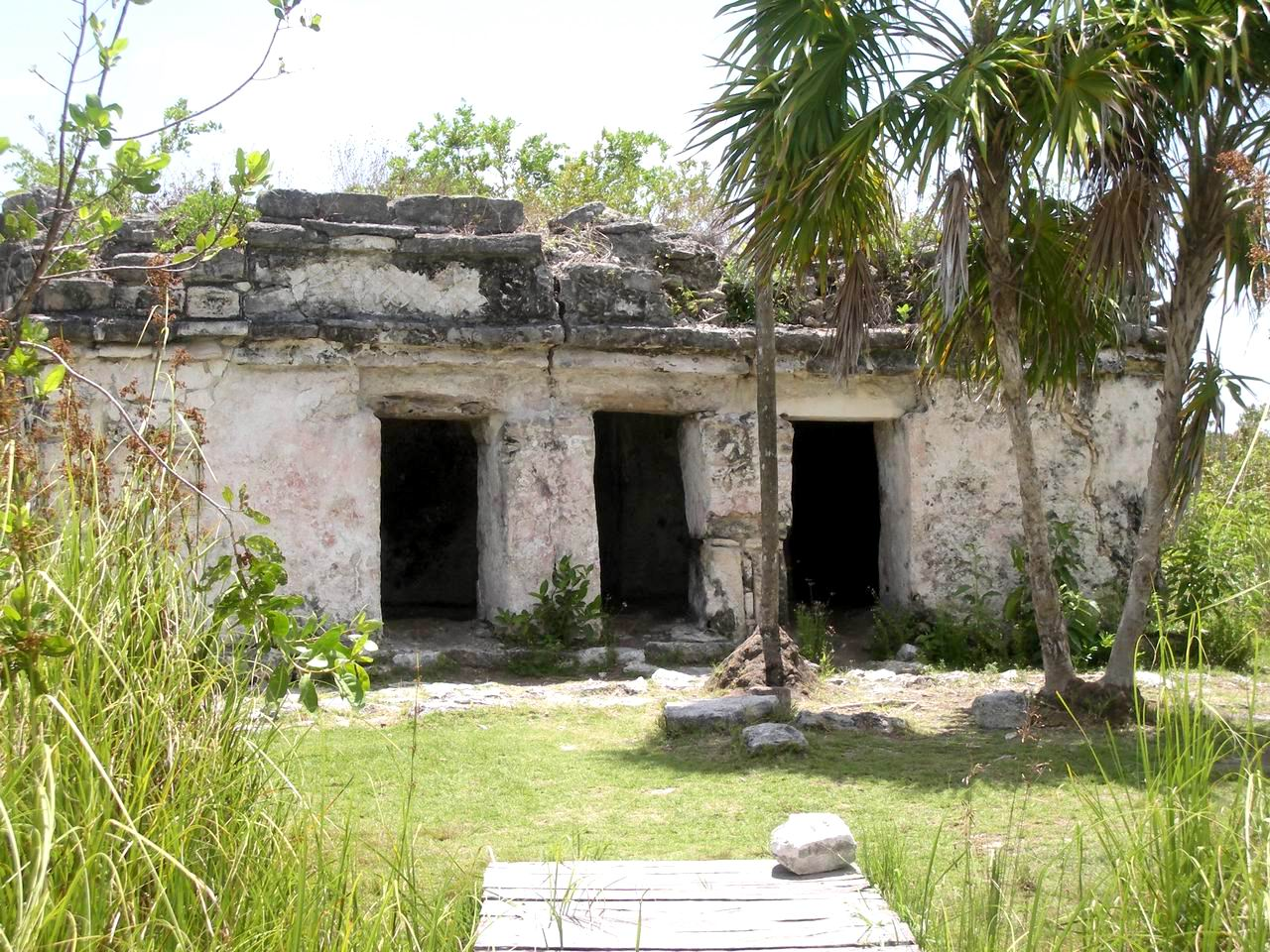
Xlahpak- bzw. Xlabpak-Tempel Watch of the Lake
am Auslass der Chunyaxché-Lagune

## Geschichte
Es ist anzunehmen, dass die Maya-Besiedelung im Gebiet des späteren Muyil bereits in der späten Vorklassik (300 v. Chr. bis 250 n. Chr.) begann, jedoch sind keine Bauten aus dieser Zeit vorhanden.
In der Maya-Klassik (250–900 n. Chr.) wuchs die Bevölkerung und es bildeten sich um 600 n. Chr. Handelsbeziehungen entlang der Küste aus, die sehr wahrscheinlich bis zu den Salinen von Belize reichten. Zur wachsenden Wohnbebauung kamen erste rituelle Bauten hinzu. 
Die meisten der architektonischen Überreste stammen jedoch aus der postklassischen Periode (900–1500 n. Chr.), in der die Stadt erst unter der Herrschaft von Chichén Itzá, später unter der von Ich Paa stand. Sie war Teil des Küstenhandels-Netzwerkes, das sich mit einer großen Zahl an Standorten die Karibikküste entlang zog und die Region wirtschaftlich beförderte. Zu ihm gehörten die nördlich liegenden Festlandshafenorte Tancah/Tulum, Xel Há, Xcaret, El Rey und El Meco ebenso wie die angebundenen Inseln Isla Mujeres und Cozumel.
Die Stadt lag auch im direkten Einflussbereich der Maya-Stadt Cobá, die ein regionales Machtzentrum darstellte. Später gehörte Muyil in der regionalen Gliederung nach Roys, die das Maya-Gebiet für das 16. Jahrhundert in 16 Herrschaftsdistrikte einteilt, in den politischen Einflussbereich Ekabs. Die vorspanische Stadt war vermutlich bis zur weitgehenden Eroberung der Karibikküste durch die Spanier um 1550 bewohnt; Muyil existierte allerdings als Dorf weiter bis zum Jahr 1871, als es in den Wirren des Kastenkrieges von einem Teil seiner Einwohner verlassen und ca. 35 km weiter nördlich die Neusiedlung San Antonio Muyil gegründet wurde.

## Gebäude

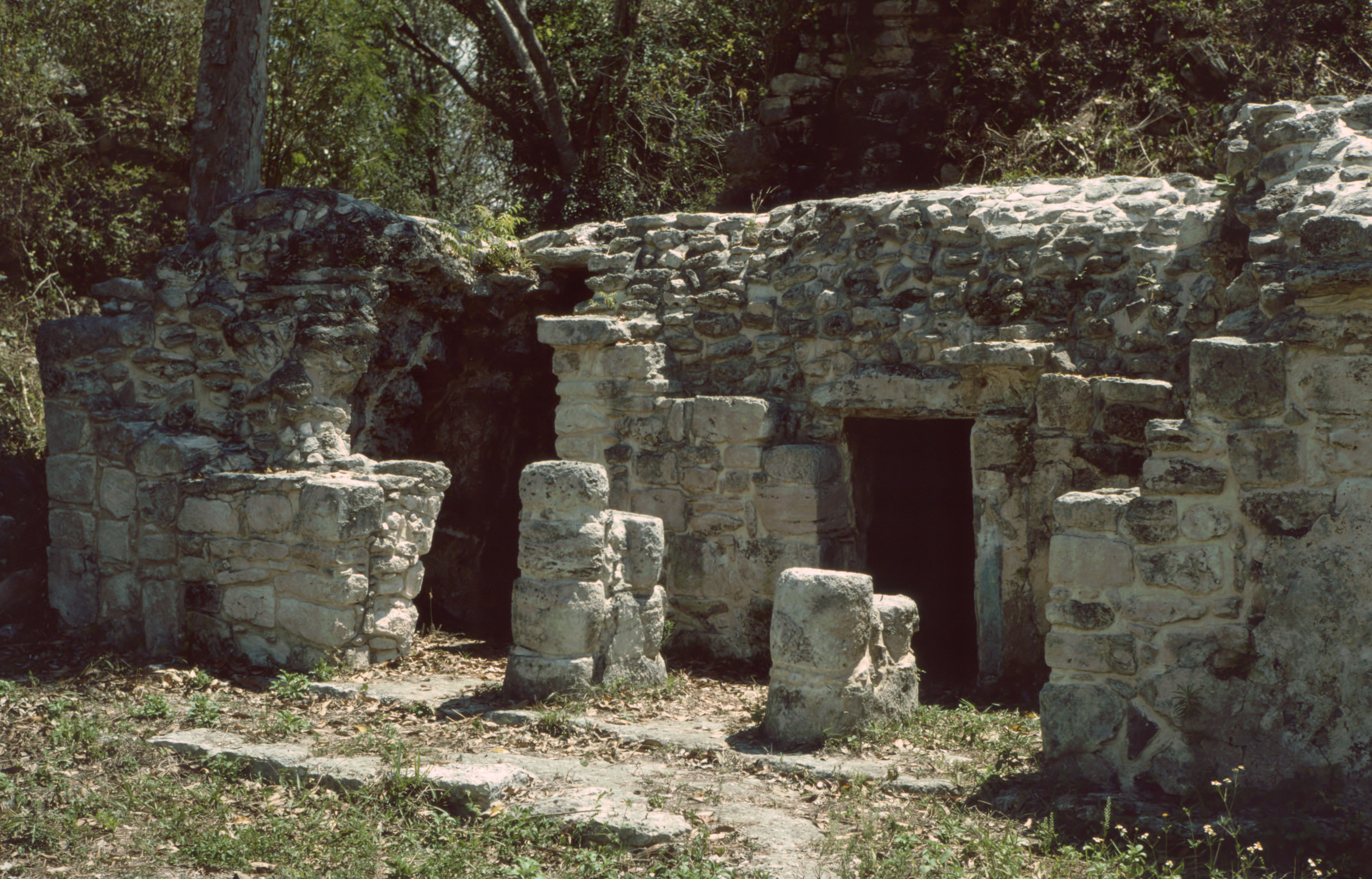
Postklassisches Gebäude am Fuß der Pyramide

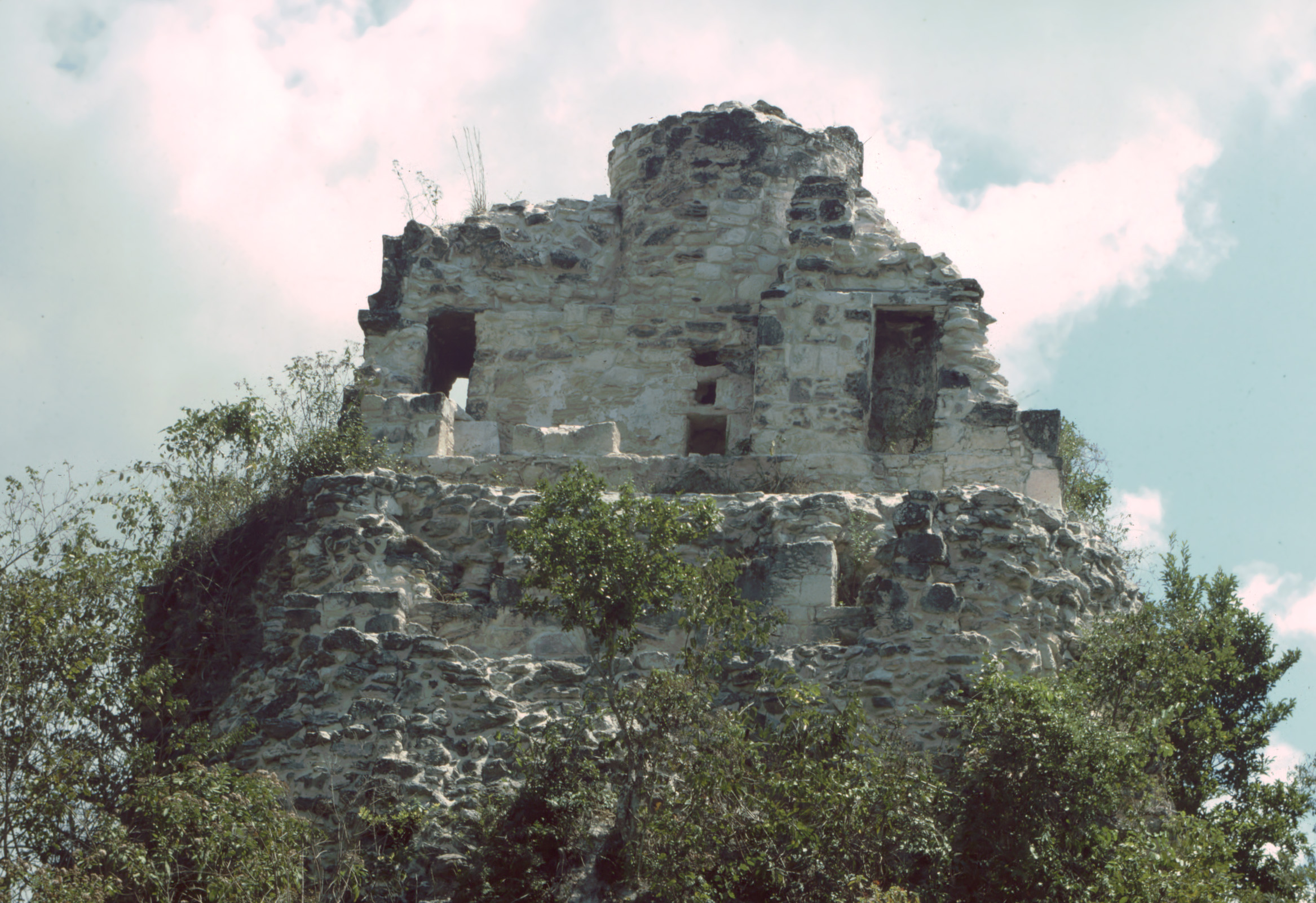
Gebäudereste auf der Spitze der Pyramide

Die vorspanische Stadt besteht aus zwei Bereichen, Muyil A und Muyil B. Im Teil A finden sich verschiedene architektonische Gruppen mit pyramidenförmigen Strukturen, Tempeln, Altären und Plattformen, Anlagen für Wohnhäuser und einem 500 m langen Sacbé sowie ein Netz an Wällen. In einzelnen Gebäuden finden sich Stuckarbeiten sowie Reste roter, schwarzer bzw. blauer Wandbemalungen. Ein 17 m hohes Gebäude trägt auf seiner Spitze einen kleinen runden Tempelraum, eine für diese Region untypische Bauweise. In einem der beiden darunter liegenden Altarräume wurden Kultobjekte aus farbigem Stein und Muschelschalen gefunden. Im Teil B stehen wenige Plattformen, zivile und religiöse Gebäude und einige Wälle. Ähnlich wie in Tulum war der Zeremonialbezirk wohl von einer Mauer umgeben.